# Sao (vệ tinh)
Sao (/ˈseɪ.oʊ/ SAY-oh; tiếng Hy Lạp: αώ) là một vệ tinh dị hình chuyển động thuận hành của Sao Hải Vương. Nó được phát hiện bởi Matthew J. Holman et al. vào ngày 14 tháng 8 năm 2002.

## Quỹ đạo và đặc điểm vật lý
Sao quay quanh Sao Hải Vương ở khoảng cách khoảng 22,4 triệu km và có đường kính khoảng 44 km (giả sử một suất phản chiếu là 0,04).
Sao đi theo một quỹ đạo lệch tâm đặc biệt và vừa phải được minh họa trên sơ đồ liên quan đến các vệ tinh bất thường khác của Sao Hải Vương. Các vệ tinh phía trên trục hoành là thuận hành, các vệ tinh bên dưới là nghịch hành. Các đoạn màu vàng kéo dài từ màng ngoài tim đến đỉnh, cho thấy sự lập dị.

## Cộng hưởng
Vệ tinh nằm trong cộng hưởng Kozai, tức là độ nghiêng và độ lệch tâm của nó được ghép với nhau (độ nghiêng của quỹ đạo giảm trong khi độ lệch tâm tăng và ngược lại).

## Tên
Sao, hay Neptune XI, giống như nhiều vệ tinh ngoài của Sao Hải Vương, được đặt theo tên của một trong các Nereid. Trước khi công bố tên của nó vào ngày 3 tháng 2 năm 2007 (IAUC 8802), Sao được biết đến tạm thời là S/2002 N 2.